# 7529-es mellékút (Magyarország)
A 7529-es számú mellékút egy bő öt és fél kilométer hosszú, négy számjegyű országos közút Zala vármegyében. A megyére jellemző észak-déli vonalvezetésű, jelentősebb patakvölgyek közül kapcsol össze kettőt, nagyjából kelet-nyugati irányban.

## Nyomvonala
A 7527-es útból ágazik ki, annak 10,100-as kilométerszelvénye közelében, Gelse központjában, nyugat felé. Dózsa György utca néven halad a település belterületének széléig, amit 700 méter után ér el; előtte még, nagyjából fél kilométer megtételét követően keresztezi a Szombathely–Nagykanizsa-vasútvonalat, illetve azt megelőzően még a 75 322-es számú mellékút is kiágazik belőle déli irányban: ez vezet a vasútvonal Gelse vasútállomására. Az 1,450-es kilométerszelvény táján keresztezi az út a Principális-csatornát és egyben átlép Pölöskefő területére.
3,2 kilométer után éri el Pölöskefő belterületét, majd 150 méterrel arrébb egy elágazáshoz ér: ott dél felől a 7531-es út torkollik bele, amely itt ér véget 5,3 kilométer után, a 7529-es pedig északi irányba fordul. Ezt az irányt azonban kevesebb, mint 100 méteren át követi, csak addig, ameddig elhalad az egykori Pálffy-kúria, a település mai Faluháza mellett, Ady Endre utca néven.
Utána újból nyugatnak veszi az irányt; szinte egyből kilép a település házai közül, és a 4,300-as kilométerszelvényétől már Zalaszentbalázs területén húzódik. 5,5 kilométer után éri el ez utóbbi település házait, és ott majdhogynem egyből véget is ér, beletorkollva a 74-es főútba, annak 18,650-es kilométerszelvényénél.
Teljes hossza, az országos közutak térképes nyilvántartását szolgáló kira.gov.hu adatbázisa szerint 5,593 kilométer.